# Лорсика
Лорсика (итал. Lorsica) — коммуна в Италии, располагается в регионе Лигурия, в провинции Генуя.
Население составляет 513 человека (2008 г.), плотность населения составляет 29 чел./км². Занимает площадь 18 км². Почтовый индекс — 16045. Телефонный код — 0185.
Покровителем населённого пункта считается святой santa Caterina da Genova.

## Демография
Динамика населения:

## Администрация коммуны
- Официальный сайт: